# Archidiocèse de Córdoba
Ne doit pas être confondu avec Diocèse de Córdoba ou Diocèse de Cordoue.
L'archidiocèse de Córdoba (en latin : archidioecesis Cordubensis in Argentina ; en espagnol : arquidiócesis de Córdoba) est un archidiocèse métropolitain de l'Église catholique en Argentine. Il portait autrefois le nom de diocèse de Tucumán qu'il ne faut pas confondre avec l'actuel archidiocèse de Tucumán également en Argentine.

## Territoire

Archidiocèse de Córdoba
Suffragants

Il comprend huit départements de la province de Córdoba :  Calamuchita, Capital, Colón, Punilla, Río Primero, Río Segundo, Santa María et Totoral ce qui correspond à un territoire d'une superficie de 19 722 km2 divisé en 113 paroisses.
Le siège archiépiscopal est à Córdoba avec la cathédrale Notre-Dame-de-l'Assomption où se conserve des reliques du bienheureux Mamert Esquiú, franciscain et évêque de Córdoba. Dans la même ville, la chapelle de la maison-mère des servantes du Cœur de Jésus de Córdoba garde le corps de leur fondatrice, la bienheureuse Catherine de Marie Rodríguez et la chapelle des missionnaires franciscaines garde les restes de la bienheureuse Marie Cabanillas, également fondatrice.
L'archidiocèse possède trois basiliques mineures dont deux à Córdoba : Notre-Dame de la Merci (es) et Saint-Dominique (es) qui abrite la statue de Notre-Dame du Rosaire des miracles, patronne de Córdobaet une autre à Villa del Rosario dédiée à Notre-Dame du Rosaire.

## Historique
Le diocèse est érigé le 14 mai 1570 par la bulle Super specula militantis Ecclesiae du pape Pie V en prenant une partie du territoire du diocèse de Santiago du Chili (aujourd'hui archidiocèse de Santiago du Chili). Dans les documents pontificaux, le diocèse porte alors le nom de diocèse de Tucumán, du nom du gouvernorat du Tucumán (es), avec l'évêché dans la ville de Santiago del Estero, capitale du gouvernorat.
Nommé suffragant de l'archidiocèse de Lima lors de sa création, il intègre la province ecclésiastique de l'archidiocèse de La Plata o Charcas (aujourd'hui archidiocèse de Sucre) en vertu de la bulle Onerosa pastoralis du 20 juillet 1609 du pape Paul V.
Le 28 novembre 1697, le pape Innocent XII autorise officiellement le transfert du siège du diocèse à Córdoba, même si l'évêque y réside déjà de manière permanente depuis plusieurs années en raison du déclin de Santiago del Estero.
Il cède une partie de son territoire le 28 mars 1806 pour l'érection du diocèse de Salta (aujourd'hui archidiocèse de Salta),et le 22 décembre 1828 pour l'établissement du vicariat apostolique de San Juan de Cuyo (aujourd'hui archidiocèse de San Juan de Cuyo).
Par la bulle Immutabili du 5 mars 1865 émise par le pape Pie IX, il intègre la province ecclésiastique de l'archidiocèse de Buenos Aires,.
Le 20 avril 1934, il est élevé au rang d'archidiocèse métropolitain par la constitution apostolique Nobilis Argentinae nationis du pape Pie XI ; le même jour il cède des portions de son territoire pour la création des diocèses de Río Cuarto (aujourd'hui diocèse de Villa de la Concepción del Río Cuarto) et La Rioja qui deviennent ses suffragants.
Il cède encore des parties de son territoire le 11 février 1957 pour l'érection du diocèse de Villa María, le 10 avril 1961 pour l'établissement du diocèse de San Franciscoet le 12 août 1963 pour le diocèse de Cruz del Eje. Ils sont tous nommés suffragants de Córdoba lors de leur création.

## Évêques et archevêques
- Liste des évêques et archevêques de Córdoba